# 二階堂馨
二階堂 馨（にかいどう かおる、1952年〈昭和27年〉2月15日 - ）は、日本の政治家。新潟県新発田市長（4期）。元・新発田市議会議員（8期）。

## 来歴
新潟県新発田市出身。新発田市立菅谷中学校、新潟県立新発田商工高等学校（新潟県立新発田商業高等学校と新潟県立新発田南高等学校の前身）卒業。1973年（昭和48年）、拓殖大学政経学部中退。
1979年（昭和54年）、新発田市議会議員選挙に初当選。以後、8期つとめ議長などを歴任。
2010年（平成22年）11月21日に行われた新発田市長選挙に無所属で出馬。二階堂は、片山吉忠市長が主要政策として進めたJR新発田駅橋上化の是非を問い、財政負担が過大だとして中止を訴えた。前県議、元紫雲寺町長ら3候補を相手に戦い初当選。12月1日、市長就任。
2014年（平成26年）11月の市長選で2期目の当選。2018年（平成30年）11月の市長選で前市議の小林誠を破り、3期目の当選。